# Де Пальма (фильм)
«Де Пальма» (англ. De Palma) — американский документальный фильм 2015 года режиссёров Ноа Баумбаха и Джейка Пэлтроу о режиссёре и сценаристе Брайане Де Пальме. В документальном фильме представлены отрывки из его фильмов с участием часто сотрудничавших с ним людей, таких как Аль Пачино, Джон Литгоу, Том Круз, Шон Пенн, Николас Кейдж, Шон Коннери, Майкл Кейн, Джон Траволта и другие.

## Выпуск
Мировая премьера фильма состоялась на 72-м Венецианском кинофестивале, где он был показан вне конкурса.

## Принятие

### Отзывы критиков
На сайте агрегатора рецензий Rotten Tomatoes фильм имеет рейтинг одобрения 95% на основе 114 рецензий со средней оценкой в 8.0/10. Консенсус сайта гласит: «Де Пальма возможно, не сделает фанатами недоброжелателей режиссера, но они, вероятно, разделят увлечение давних поклонников его карьерой, наполненной занимательными историями». На Metacritic фильм получил оценку в 83 балла из 100 по мнению 31 критика, что указывает на «всеобщее признание».